# Gynoplistia spinigera
Gynoplistia spinigera là một loài ruồi trong họ Limoniidae. Chúng phân bố ở miền Australasia.